# ヤン・バティスト・デ・ヨンヘ
ヤン・バティスト・デ・ヨンヘ（Jan Baptiste de Jonghe または Jean-Baptiste de Jonghe、1785年1月8日 - 1844年10月14日）は、ベルギーの画家、版画家である。人物や家畜、遺跡のある風景画を描いた。

## 略歴
ウェスト＝フランデレン州のコルトレイクで生まれた。父親は1805年から1817年の間、コルトレイクの市長を務めた裕福な実業家であった。コルトレイクの美術学校で2年間、学んだ後、アントウェルペン王立芸術学院に進み 、動物画家のバルタザール・ポール・オメガンク(Balthasar Paul Ommeganck)らに学び、オメガンクの影響で、風景画、動物画に進んだと考えられている。
1812年にヘントの絵画コンクールに優勝した後、アルデンヌ地域の家畜のいる風景画というテーマを専門とするようになった。北フランスやベルギーのいろいろな展覧会に出展して評価された。オランダ、フランス、イギリスへも旅した。
1823年から1824年にはブリュッセルの出版社(Dewasme & Cie)が出版した風景版画集「Collection des principales vues des Pays-Bas」の原画を描いた画家の一人となった。
1825年に アントウェルペン王立芸術学院の会員に選ばれ、1826年にコルトレイクの美術学校の教授に任命された。1828年にアムステルダムの美術アカデミーの準会員に選ばれ、1836年にベルギー政府は、その年の展覧会で国が買い入れる美術作品を選ぶ審査員に任命した。1840年にベルギー国王に風景画が買い上げられた。
1841年にアントウェルペン王立芸術学院の教授に任じられたが、1843年に家庭の事情で、その仕事を辞めた。コルトレイクの美術学校では1826年から1841年まで教え、デ・ヨンヘに学んだ画家には、ジャン・バティスト・ダフェローズ(Jean Baptiste Daveloose: 1807-1886)やルイ＝ピエール・フェルウェー(Louis-Pierre Verwee: 1804–1877)、ルイ・ロブ(1806-1887)らがいる 。
1884年にスカールベークで没した。

## 作品

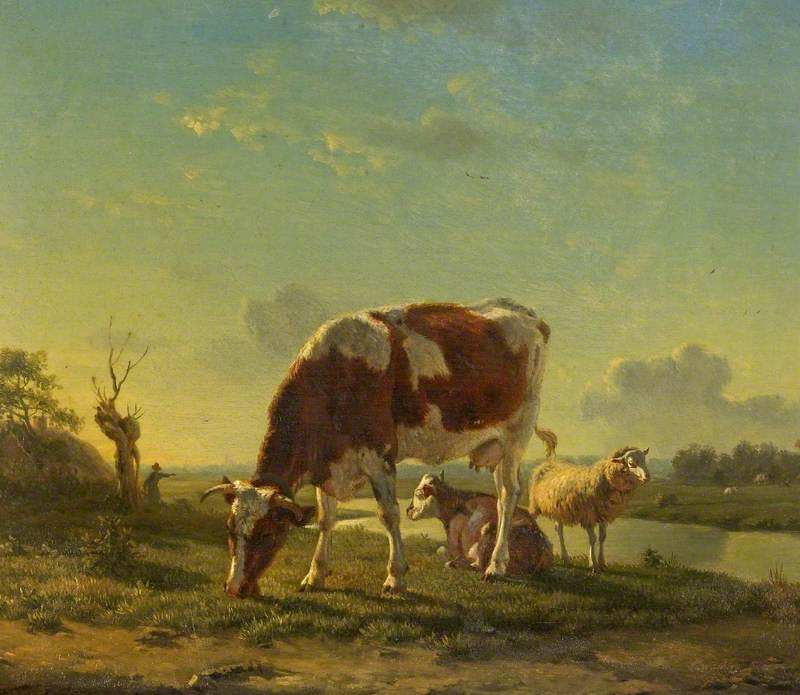
川辺の牛と羊
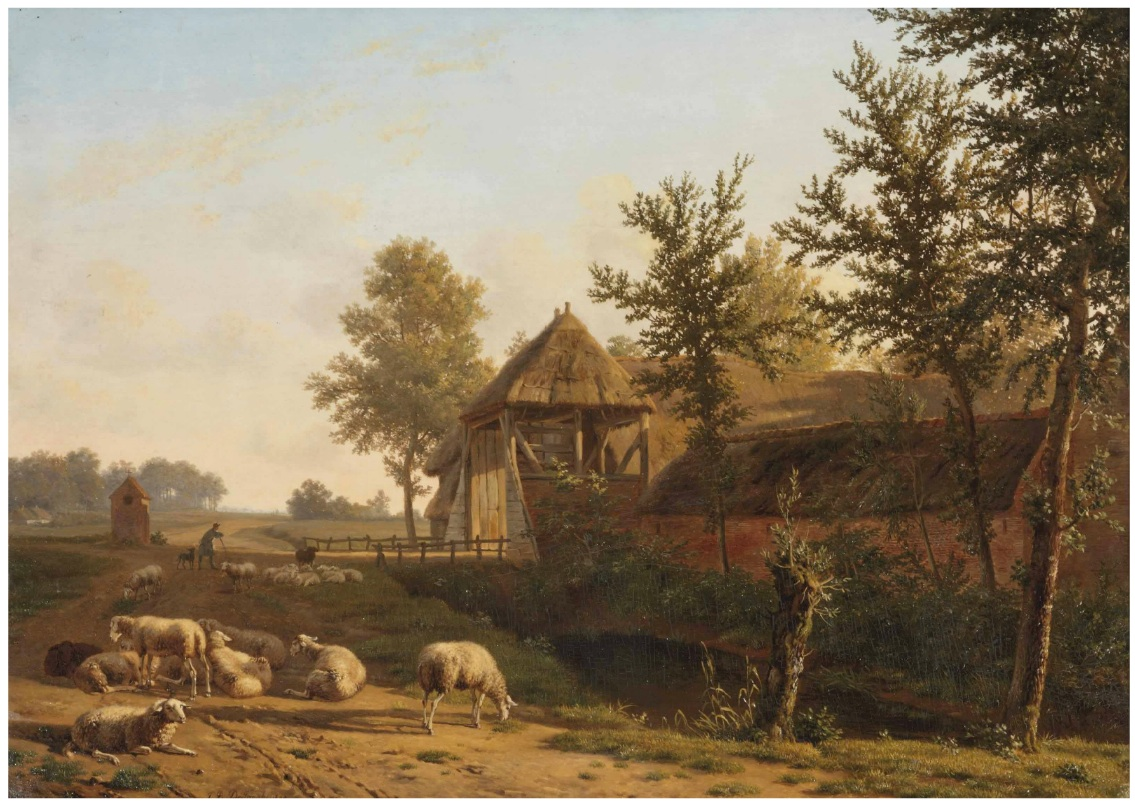
羊飼いのいる農家近くの田舎道の風景
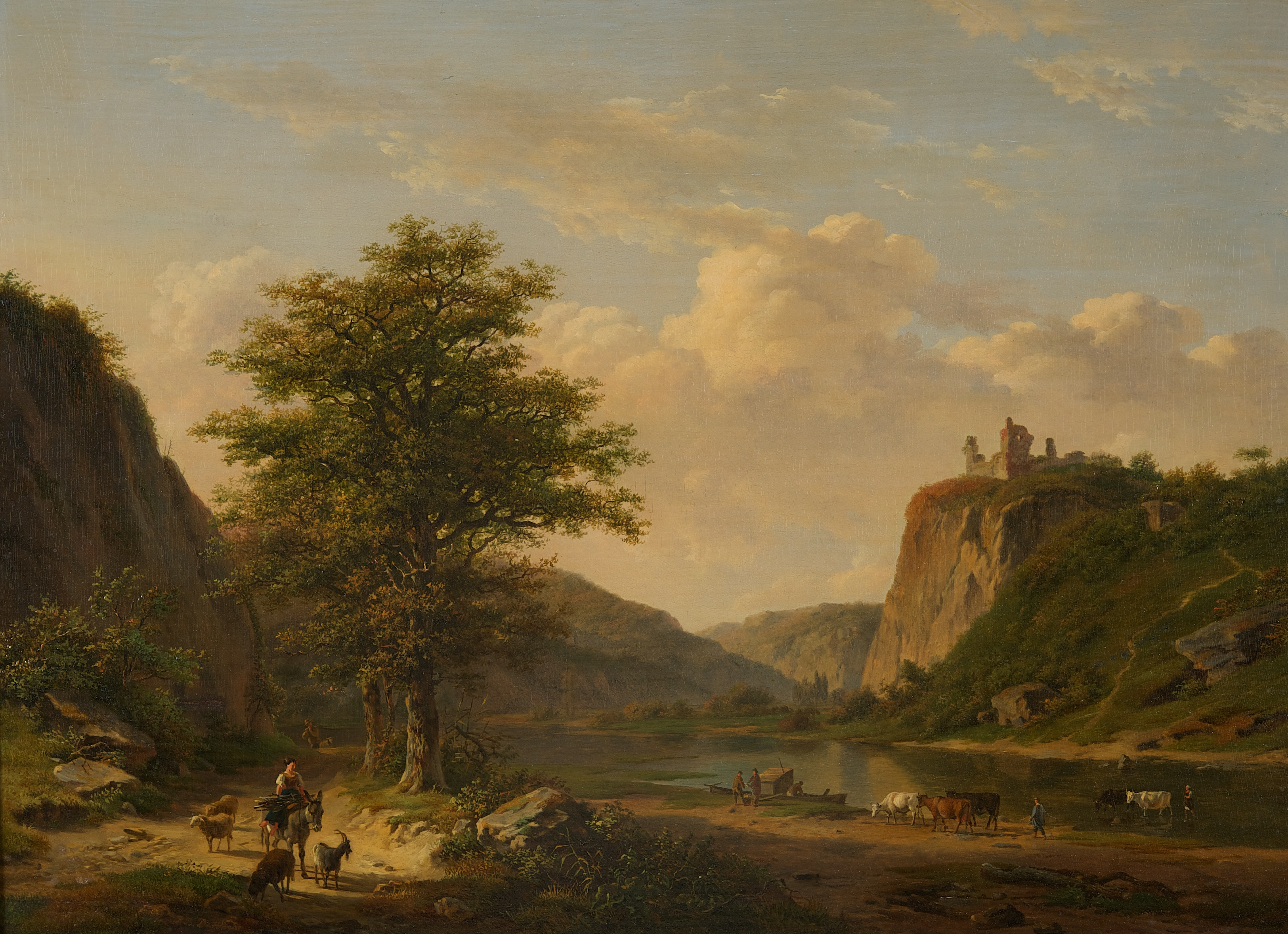
田園風景
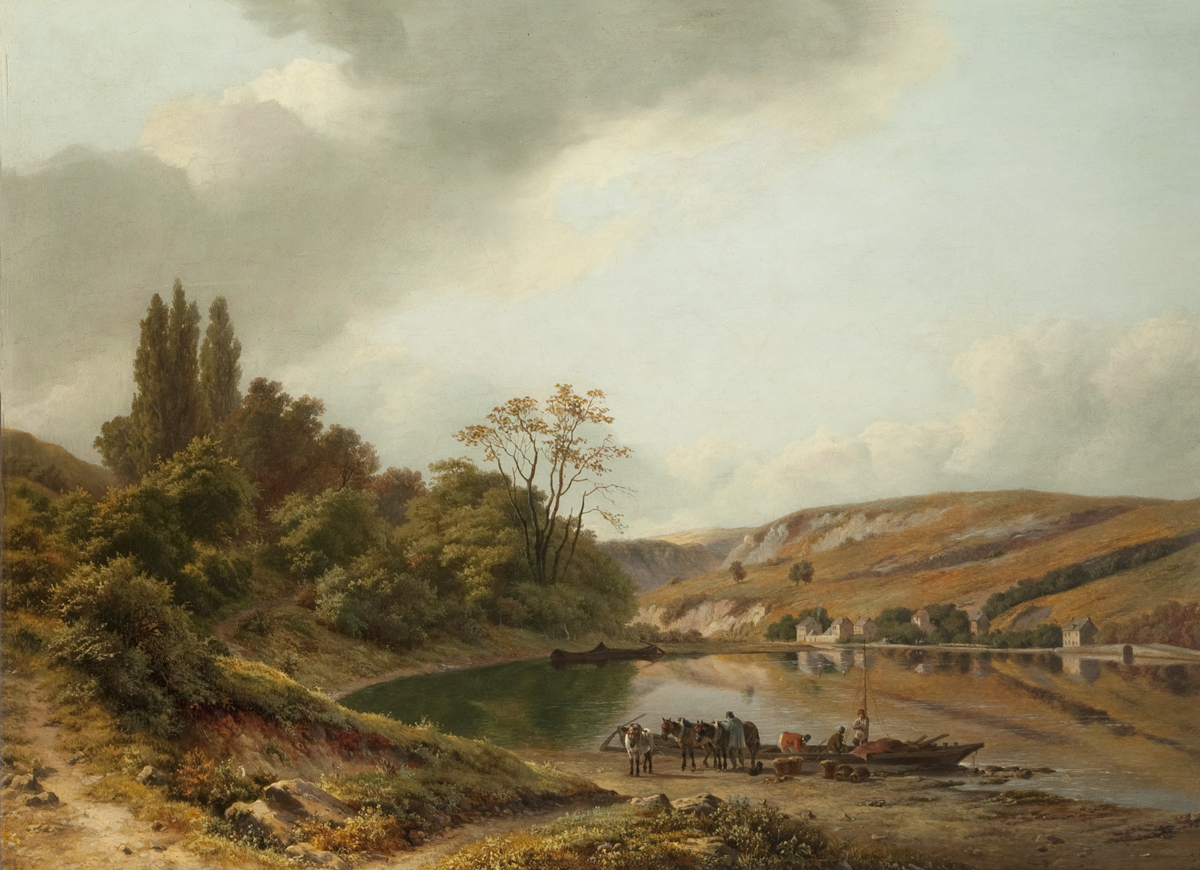
渡し船